# Tali Open 2024 - Doppio
Il doppio del torneo di tennis professionistico Tali Open 2024, facente parte della categoria Challenger 125 nell'ambito dell'ATP Challenger Tour 2024, si è giocato dal 4 al 10 novembre a Helsinki, in Finlandia. Tra le coppie partecipanti erano assenti Sriram Balaji e Andre Begemann, i detentori del titolo.
In finale Filip Bergevi e Mick Veldheer hanno sconfitto Romain Arneodo e Théo Arribagé con il punteggio di 3–6, 7–6(5), [10–5].

## Teste di serie
1. Neal Skupski /  Michael Venus (ritirati)
2. Romain Arneodo /  Théo Arribagé (finale)
3. Jeevan Nedunchezhiyan /  Vijay Sundar Prashanth (primo turno)

1. Marco Bortolotti /  Patrik Niklas-Salminen (semifinale)
2. Filip Bergevi /  Mick Veldheer (campioni)

## Wildcard
1. Vesa Ahti /  Oskari Paldanius (primo turno)

1. Viktor Durasovic /  Patrick Kaukovalta (primo turno)

## Alternate
1. Jérôme Kym /  Rudolf Molleker (quarti di finale, ritirati)
2. Nicolás Álvarez Varona /  Emilio Nava (primo turno)

1. Sandro Kopp /  Jelle Sels (quarti di finale)

## Tabellone

### Legenda
| - Q = Qualificato - WC = Wild card - LL = Lucky loser | - ALT = Alternate - SE = Special Exempt - PR = Protected Ranking | - w/o = Walkover - r = Ritirato - d = Squalificato |

|  | Primo turno | Primo turno                       | Primo turno                       | Primo turno | Primo turno |  |  | Quarti di finale | Quarti di finale               | Quarti di finale        | Quarti di finale               | Quarti di finale               |   |   | Semifinali | Semifinali                  | Semifinali           | Semifinali                   | Semifinali |    |     | Finale | Finale | Finale | Finale | Finale |  |
|  |             |                                   |                                   |             |             |  |  |                  |                                |                         |                                |                                |   |   |            |                             |                      |                              |            |    |     |        |        |        |        |        |  |
|  | 5           | F Bergevi M Veldheer              | 6                                 | 3           | [10]        |  |  |                  |                                |                         |                                |                                |   |   |            |                             |                      |                              |            |    |     |        |        |        |        |        |  |
|  | Alt         | N Álvarez Varona E Nava           | 4                                 | 6           | [4]         |  |  | 5                | F Bergevi M Veldheer           | F Bergevi M Veldheer    | F Bergevi M Veldheer           | w/o                            |   |   |            |                             |                      |                              |            |    |     |        |        |        |        |        |  |
|  | Alt         | J Kym R Molleker                  | J Kym R Molleker                  | 7           | 6           |  |  | Alt              | J Kym R Molleker               | J Kym R Molleker        | J Kym R Molleker               |                                |   |   |            |                             |                      |                              |            |    |     |        |        |        |        |        |  |
|  |             | A Jecan G Ricca                   | A Jecan G Ricca                   | 65          | 2           |  |  |                  |                                |                         |                                |                                |   |   | 5          | F Bergevi M Veldheer        | F Bergevi M Veldheer | 6                            | 78         |    |     |        |        |        |        |        |  |
|  | 4           | M Bortolotti P Niklas-Salminen    | M Bortolotti P Niklas-Salminen    | 6           | 6           |  |  |                  |                                | 4                       | M Bortolotti P Niklas-Salminen | M Bortolotti P Niklas-Salminen | 3 | 6 |            |                             |                      |                              |            |    |     |        |        |        |        |        |  |
|  |             | S Rodríguez Taverna V Uzhylovskyi | S Rodríguez Taverna V Uzhylovskyi | 2           | 0           |  |  | 4                | M Bortolotti P Niklas-Salminen | 3                       | 6                              | [10]                           |   |   |            |                             |                      |                              |            |    |     |        |        |        |        |        |  |
|  |             | J Ingildsen M Vocel               | J Ingildsen M Vocel               | 64          | 5           |  |  |                  | D Cukierman D Sharan           | 6                       | 4                              | [8]                            |   |   |            |                             |                      |                              |            |    |     |        |        |        |        |        |  |
|  |             | D Cukierman D Sharan              | D Cukierman D Sharan              | 7           | 7           |  |  |                  |                                |                         |                                |                                |   |   | 5          | Filip Bergevi Mick Veldheer | 3                    | 7                            | [10]       |    |     |        |        |        |        |        |  |
|  |             | G Blancaneaux L Sanchez           | G Blancaneaux L Sanchez           | 6           | 6           |  |  |                  |                                |                         |                                |                                |   |   |            |                             | 2                    | Romain Arneodo Théo Arribagé | 6          | 65 | [5] |        |        |        |        |        |  |
|  |             | E Butvilas A Shelbayh             | E Butvilas A Shelbayh             | 4           | 0           |  |  |                  | G Blancaneaux L Sanchez        | G Blancaneaux L Sanchez | 4                              | 4                              |   |   |            |                             |                      |                              |            |    |     |        |        |        |        |        |  |
|  |             | D Molčanov D Pichler              | D Molčanov D Pichler              | 6           | 6           |  |  |                  | D Molčanov D Pichler           | D Molčanov D Pichler    | 6                              | 6                              |   |   |            |                             |                      |                              |            |    |     |        |        |        |        |        |  |
|  | 3           | J Nedunchezhiyan VS Prashanth     | J Nedunchezhiyan VS Prashanth     | 4           | 0           |  |  |                  |                                |                         |                                |                                |   |   |            | D Molčanov D Pichler        | D Molčanov D Pichler | 3                            | 0          |    |     |        |        |        |        |        |  |
|  | Alt         | S Kopp J Sels                     | S Kopp J Sels                     | 6           | 7           |  |  |                  |                                | 2                       | R Arneodo T Arribagé           | R Arneodo T Arribagé           | 6 | 6 |            |                             |                      |                              |            |    |     |        |        |        |        |        |  |
|  | WC          | V Ahti O Paldanius                | V Ahti O Paldanius                | 4           | 5           |  |  | Alt              | S Kopp J Sels                  | 6                       | 67                             | [5]                            |   |   |            |                             |                      |                              |            |    |     |        |        |        |        |        |  |
|  | WC          | V Durasovic P Kaukovalta          | V Durasovic P Kaukovalta          | 1           | 3           |  |  | 2                | R Arneodo T Arribagé           | 4                       | 79                             | [10]                           |   |   |            |                             |                      |                              |            |    |     |        |        |        |        |        |  |
|  | 2           | R Arneodo T Arribagé              | R Arneodo T Arribagé              | 6           | 6           |  |  |                  |                                |                         |                                |                                |   |   |            |                             |                      |                              |            |    |     |        |        |        |        |        |  |